# Lorenzo Sáez
Lorenzo Oscar Sáez Ceballos (Marcos Juárez, Córdoba, Argentina, 6 de julio de 1969), conocido también como El Torpedo, es un futbolista argentino retirado que jugaba en la posición de delantero. Surgió de las fuerzas básicas de Newell's Old Boys, paso por Estudiantes de La Plata, Argentinos Juniors y All Boys; después viajaría a México donde se enroló con el Pachuca, después con el Monterrey, Club León y Atlético Yucatán.

## Trayectoria
Debuta en 1989 con la camiseta rojinegra de Newell's y lograría alcanzar algunos destellos de gran juego en algunos partidos, como en el clásico de 1990 contra Rosario Central; sin embargo nunca logró afianzarse en la titularidad del primer equipo y se retira del equipo en 1991, acumulando 55 partidos y 11 goles.
La siguiente temporada llegó a Estudiantes de La Plata, donde disputó 14 partidos y lograría marcar 4 goles. Para 1992 llega a Argentinos Juniors, jugando 43 encuentros y logrando 10 anotaciones, al no tener la constancia que quería decide emigrar a All Boys y disputar el campeonato de Primera B Nacional, logrando convertirse en el goleador del equipo con 19 tantos.
En 1995 lograría emigrar al fútbol mexicano, llegando al Pachuca, una institución en pleno crecimiento donde lograría cosechar la mayor parte de sus éxitos y se convertiría en ídolo de la afición. En Pachuca jugaría el campeonato de la Primera división 'A' mexicana, logrando el título de liga y el campeón de goleo con 30 goles, permanecería para Invierno 1996 y Verano 1997 ya en Primera división mexicana consiguiendo otro campeonato de goleo en 1997 con 12 goles, después emigraría al Monterrey para el Invierno 1997, y después al Club León donde estaría de 1998 a 1999, finalmente terminaría su trayectoria en México jugando para el Atlético Yucatán de la Primera 'A' en 2000.
En 2001 tuvo un paso por Venezuela con el Monagas Sport Club, y para enero de 2003 comenzó a entrenar con el plantel de Tiro Federal donde logró hacer varios goles en partidos amistosos, aunque al final no permanecería en el plantel ya que el director técnico Daniel Teglia optó por quedarse con el uruguayo José Zabala.

## Clubes
| Club                    | País      | Año         |
| ----------------------- | --------- | ----------- |
| Newell's Old Boys       | Argentina | 1989 - 1991 |
| Estudiantes de La Plata | Argentina | 1991        |
| Argentinos Juniors      | Argentina | 1992 - 1993 |
| All Boys                | Argentina | 1993        |
| Deportivo Toluca        | México    | 1993 - 1994 |
| Pachuca                 | México    | 1995 - 1997 |
| Monterrey               | México    | 1997        |
| Club León               | México    | 1998 - 1999 |
| Atlético Yucatán        | México    | 2000        |
| Monagas                 | Venezuela | 2001 - 2002 |
| Tiro Federal            | Argentina | 2003        |